# Venus din Berekhat Ram
Venus din Berekhat Ram este un obiect de piatră descoperit în vara anului 1981 în Înălțimile Golan de către arheologul Naama Goren-Inbar de la Universitatea Ebraică din Ierusalim. Un articol al lui Goren-Inbar și al vulcanologului Sergiu Peltz (1995) afirmă că a fost modificat pentru a reprezenta o figură umană feminină, identificându-l ca un posibil artefact realizat de Homo erectus în Acheulean, la începutul Paleoliticului mijlociu. Pentru alții, este un obiect natural cu o formă evocatoare.
Obiectul este din tuf roșu, lung de 35 mm, care are cel puțin trei crestături realizate posibil de o piatră cu muchii ascuțite. Aceste semne seamănă foarte mult cu cele realizate în experimentele arheologice experimentale cu pietre tăiate ascuțite și se disting clar de semnele făcute de natură. Prin urmare, s-a dedus că blocul de tuf a fost modelat de mâini umane, deși asemănarea cu figurinele Venus preistorice nu este foarte marcată.
Venus din Berekhat Ram a fost găsită între două straturi de cenușă și acest eveniment a permis datarea acesteia la o vechime de cel puțin 230.000 de ani. Dacă interpretarea descoperirii ar fi corectă, ne-am confrunta cu cel mai vechi exemplu de artă preistorică descoperit, atât de mult încât creatorul său nu ar aparține speciei noastre, ci lui Homo erectus. Pentru a fi corect trebuie spus că alte exemple de artă pot data din perioada lui Homo erectus însă niciodată atât de complexe.